# Comando Stargate
Il Comando Stargate (abbreviato in SGC, dall'inglese StarGate Command) è un'immaginaria base militare top-secret delle serie televisive Stargate SG-1, Stargate Atlantis e Stargate Universe; nelle serie il complesso è denominato anche Area 52. La base viene ambientata sotto il Monte Cheyenne, come parte del complesso militare USA realmente esistente della Cheyenne Mountain.

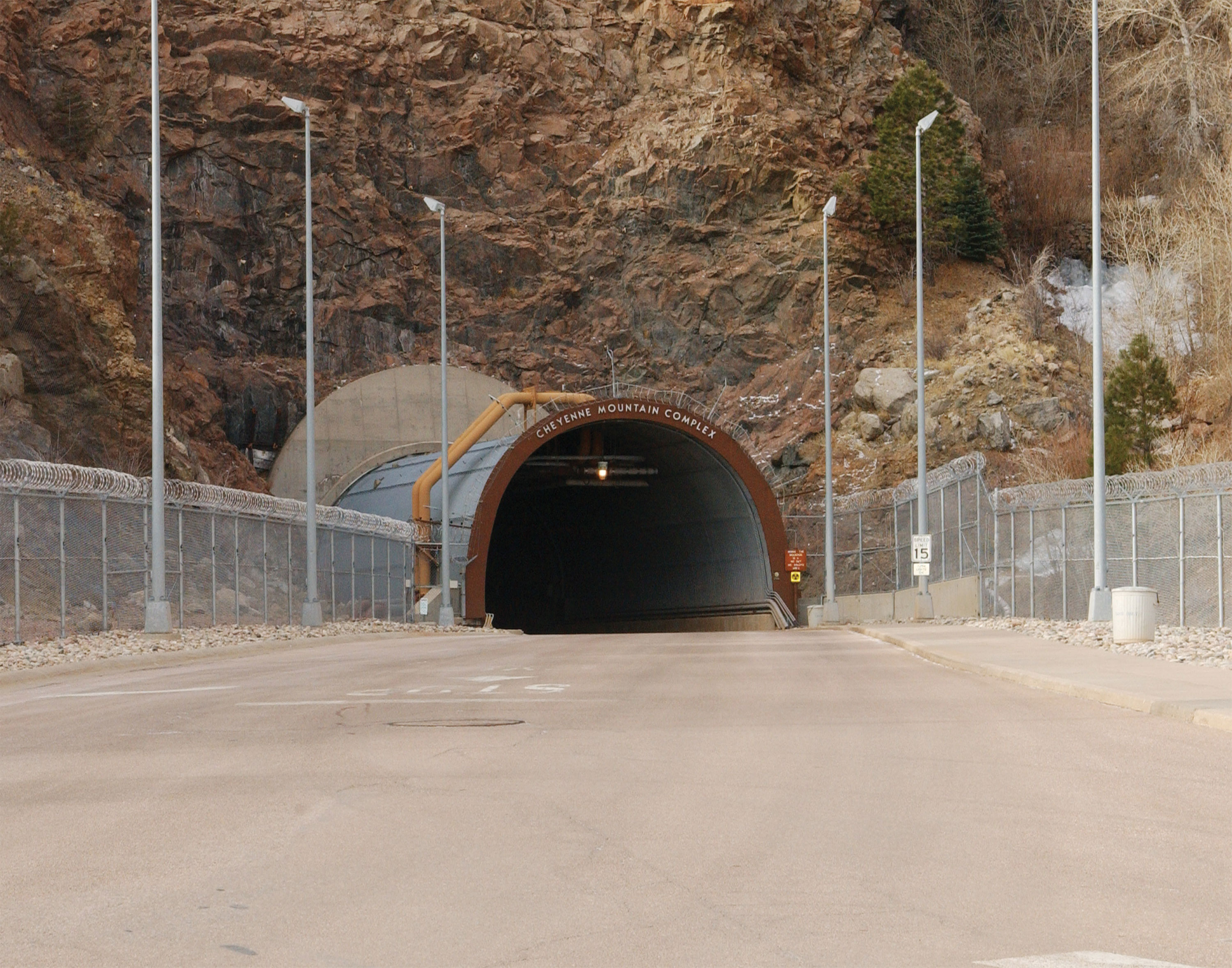
L'entrata Nord del complesso realmente esistente di Cheyenne Mountain, dove nella finzione risiede il Comando Stargate.

Nel Comando è situato lo Stargate terrestre in mano agli Stati Uniti. Attraverso di esso il Comando invia in missione varie squadre militari, talvolta comprendenti anche dei civili. Queste squadre sono dette "Squadre SG" ("StarGate"), vengono identificate con un numero e la più importante di esse nella narrazione è l'SG-1.
I compiti del Comando Stargate sono molteplici:
- Difendere la Terra da ogni tipo di minaccia aliena.
- Recuperare e studiare tecnologia da utilizzare soprattutto nella difesa della Terra.
- Coordinare le squadre SG per le missioni interplanetarie.
- Instaurare rapporti commerciali e diplomatici con le culture aliene.

## Struttura del Comando
Il Comando Stargate è una struttura sotterranea divisa in 28 livelli collegati da un ascensore principale ed uno ausiliario.
| Livello | Descrizione                                                                     |
| ------- | ------------------------------------------------------------------------------- |
| 03      | Contabilità                                                                     |
| 16      | Sala di monitoraggio                                                            |
| 17      | Magazzino (Dal 1999 vi è anche una sala conferenze)                             |
| 24      | Magazzini riservati a MALP e UAV                                                |
| 27      | Sala briefing e ufficio del Generale                                            |
| 28      | Sala dello Stargate/sala d'imbarco; sala comandi dello Stargate/sala controllo. |

## Lista dei comandanti del "Comando Stargate"
- Generale Adam West (...[3] - 1997[4])
- Generale George Hammond (1997[4] - 2000)
- Generale Henry Bauer (2000)
- Generale George Hammond (2000 - 2004[5])
- Dr.ssa Elizabeth Weir (2004) [5]
- Generale Jonathan "Jack" O'Neill (2004[6] - 2005[7])
- Generale Henry "Hank" Landry (2005[7] - ancora in carica in Stargate Universe, la serie più tarda)

## Curiosità
- Le riprese esterne viste in TV sono state fatte nel realmente esistente complesso militare della Cheyenne Mountain. Sono state utilizzate le stesse riprese per le prime otto stagioni di Stargate SG-1 e se ne sono fatte altre per le ultime due.

- Nella realtà parallela visitata da Daniel Jackson con lo specchio quantico su P3R-233 () la sigla del comando era SGA.[8]